# لانغنبورغ
لانغنبورغ (بالألمانية: Langenburg) هي مدينة وبلدة ألمانية تقع في ألمانيا في بادن-فورتمبيرغ.

## أعلام
- كارل يوليوس ويبر
- الأميرة الكسندرا أميرة ساكس كوبورج وغوتا
- غوتفريد أمير لانغينبرغ

## معرض صور

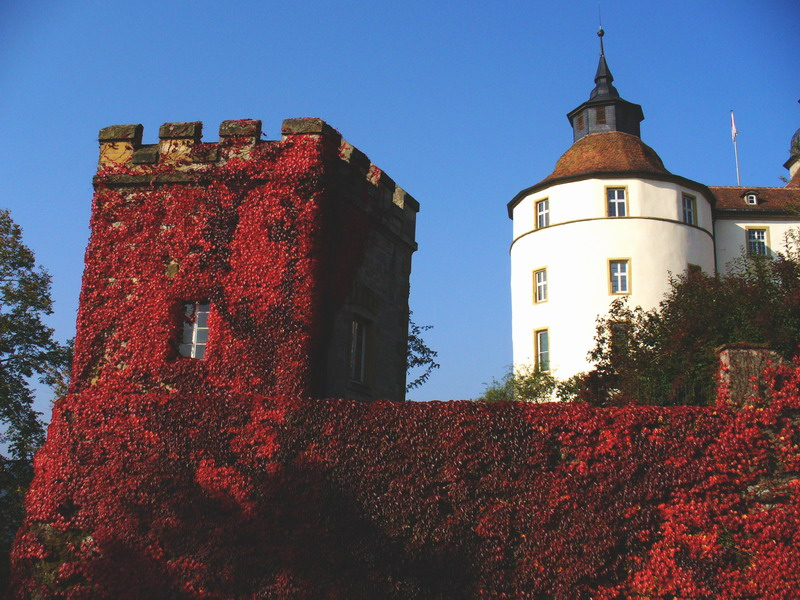
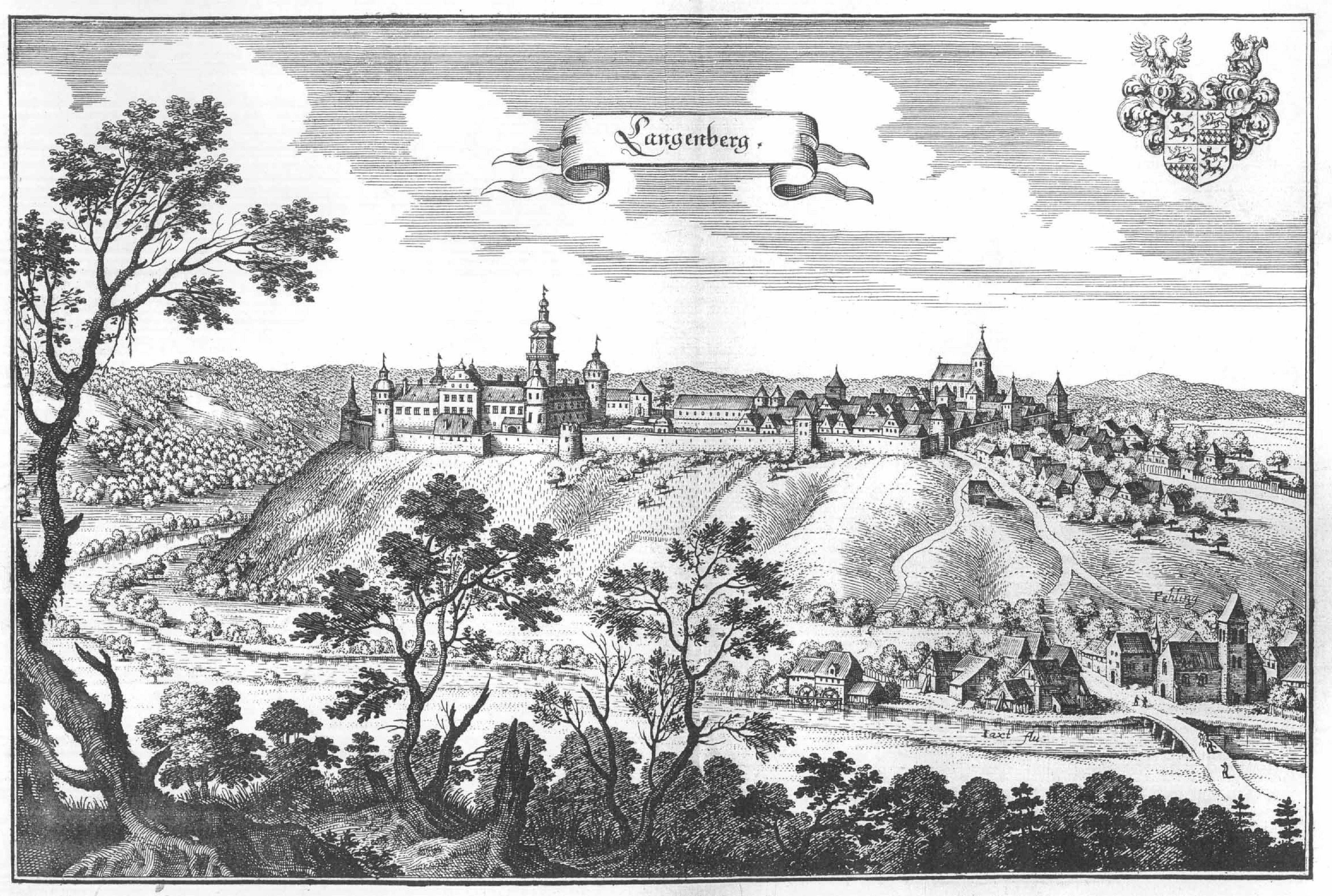
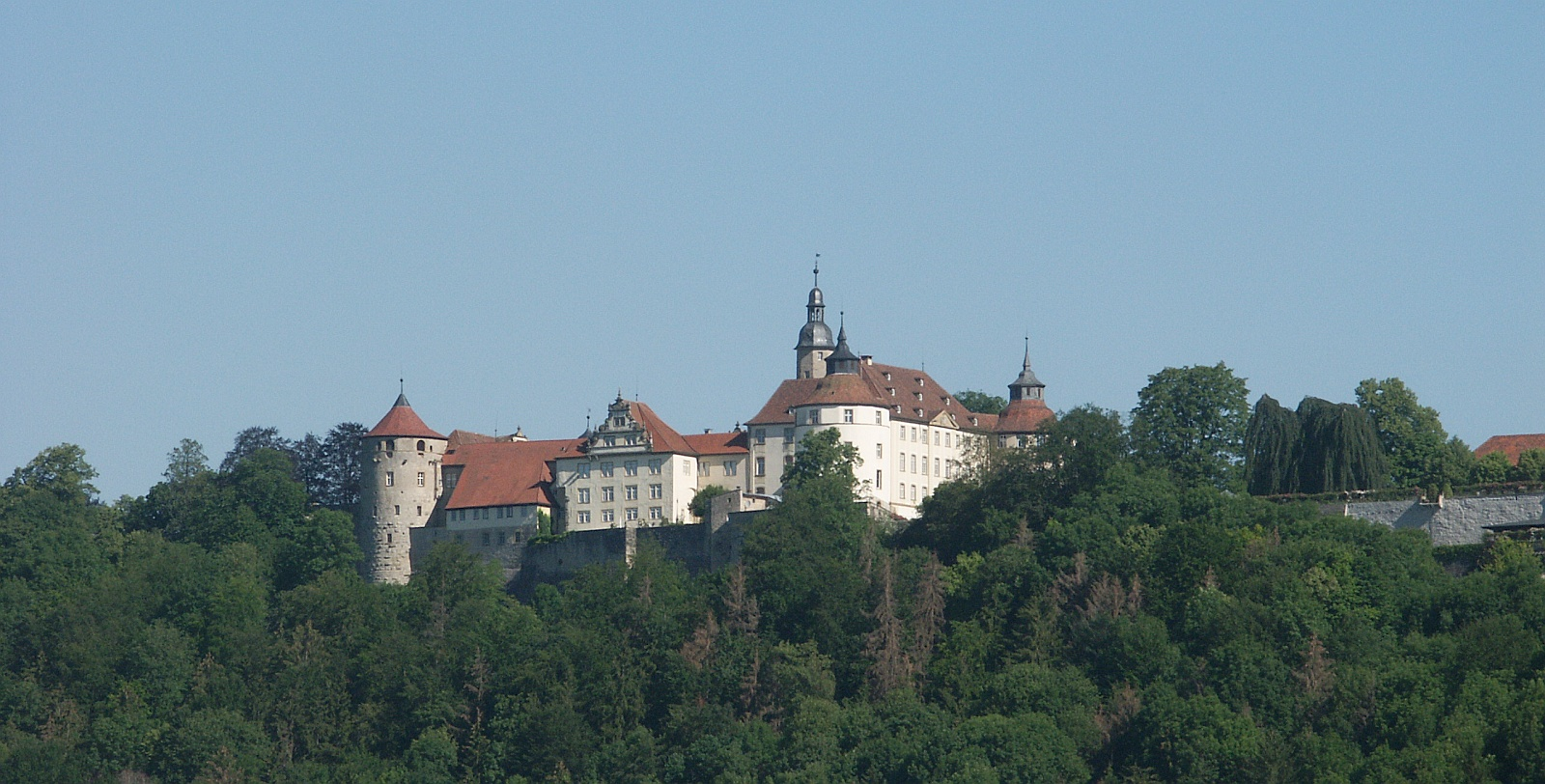